# SWB AG
Die swb AG, vormals Stadtwerke Bremen, ist ein Versorgungsdienstleister aus Bremen und versorgt über ihre Tochtergesellschaften die Städte Bremen und Bremerhaven mit Erdgas, Fernwärme, Trinkwasser, Strom und Entsorgungsdienstleistungen. Das 1999 umgewandelte Vorgängerunternehmen Stadtwerke Bremen war eines der ältesten Stadtwerke Deutschlands. Die swb AG erzielte 2023 mit insgesamt 2.156 Mitarbeitenden und 101 Auszubildenden einen Umsatz von 1.824,2 Millionen Euro und machte dabei einen Gewinn von 126,7 Millionen Euro.

## Geschichte

### Ursprung
Gas
Das erste Bremer Gaswerk nahm am 23. September 1854 seinen Betrieb auf. Es befand sich auf dem Gelände an der Theodor-Heuss-Allee (damals: Schlachthofstraße), das heute als Standort der Verwaltung der swb genutzt wird, zwischen dem Schlachthof und dem 1847 errichteten Hauptbahnhof. Durch diesen Bau konnte die Straßenbeleuchtung von 165 Laternen, die im Umkreis des Bahnhofs standen auf 1100 Laternen im gesamten Innenstadtgebiet ausgeweitet werden.
Elektrizität
Das erste Bremer Elektrizitätswerk wurde neben dem Gaswerk errichtet und war von 1893 bis in den Ersten Weltkrieg hinein in Betrieb. Es erzeugte aus Wasserdampf Gleichstrom und stellte eine Leistung von 633 Kilowatt zur Verfügung. Auch der Strom wurde – wie das Gas – zunächst vor allem zur Beleuchtung verwendet.

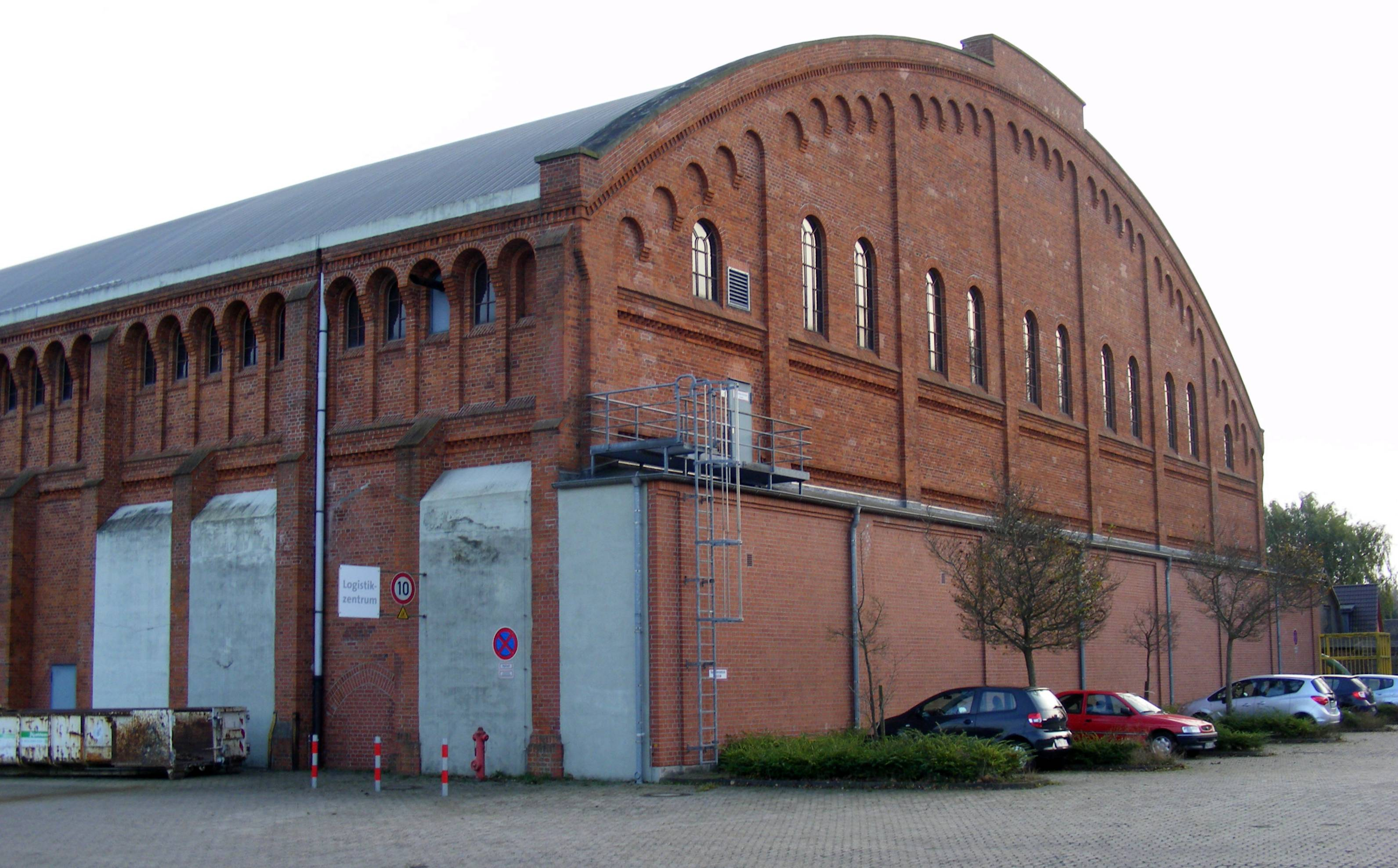
Das ehemalige Kohlenlager des Gaswerks von 1901 beherbergt heute das Hochregallager der SWB-Tochter Wesernetz

Ein weiteres Gaswerk wurde 1901 am Neustädter Güterbahnhof errichtet. Dort wurde Gas aus Steinkohle hergestellt und in einem Gasometer zwischengespeichert, der in Anlehnung an die Bremer Speckflagge mit roten und weißen Rechtecken gestrichen war und den Ortseingang von Woltmershausen prägte. Ein Dampfkraftwerk in Hastedt lieferte seit 1905 weitere 2400 Kilowatt Strom in die Stadt, nunmehr Drehstrom statt Gleichstrom. Von 1911 bis 1987 war ein Wasserkraftwerk am Weserwehr in Betrieb.

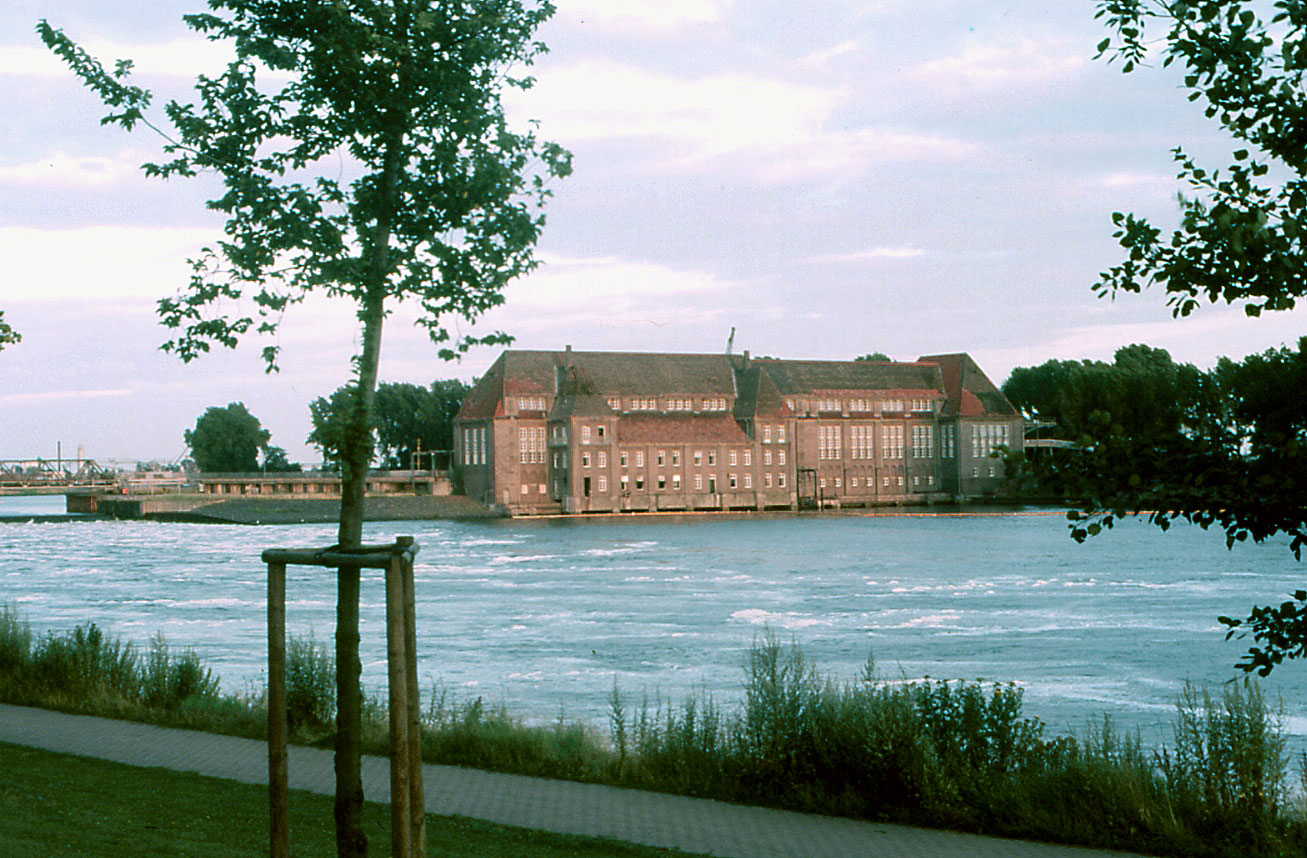
Das alte Weserkraftwerk 1987

1929 kam das erste Fernwärmekraftwerk hinzu, welches heute noch als Reserveheizwerk benutzt wird. Es belieferte vor allem das Klinikum Bremen-Mitte mit Wärme. 1933 waren 95 Prozent aller Haushalte an das elektrische Netz angeschlossen.
Wasser
Im Jahr 1873 wurde das erste Wasserwerk der Stadt eröffnet, das nach Plänen und unter Leitung der Architektensozietät Böttcher und Ohnesorge errichtet worden war. Es versorgte die Stadt mit Trinkwasser aus der Weser, war bis 1983 in Betrieb und gilt als eines der Wahrzeichen Bremens. Wegen seiner Form nennen es die Bremer umgedrehte Kommode.
1935 wurde die mit über 200 Kilometern längste Wasserleitung Europas vom Harz nach Bremen gebaut, so dass Bremen seinen Wasserbedarf zu einem Großteil aus der Sösetalsperre decken konnte. Nach dem Zweiten Weltkrieg nahm der Wasserbedarf erheblich zu und Bremen wurde zunehmend mit Weserfiltratwasser versorgt. Seit Mitte der 1960er Jahre bekommt Bremen sein Trinkwasser ausschließlich aus mehreren Grundwasserwerken im direkten südlichem Umland und aus Bremen-Nord.

### Stadtwerke Bremen
Am 18. Dezember 1939 wurden die Werke unter dem Namen Städtische Werke zusammengefasst und in drei Abteilungen betrieben: Städtische Werke – Gas und Wasserwerk, Städtische Werke – Elektrizitätswerk und Städtische Werke – Kaufmännische Verwaltung. Mit der Gründung der Stadtwerke Bremen AG am 23. August 1941 sicherte sich Bremen mit einem Aktienkapital von 52 Millionen Reichsmark die Bindung des Betriebes an die Stadtgemeinde, nachdem 1937 der Reichsstatthalter von Bremen und Oldenburg, Carl Röver, versucht hatte, das Elektrizitätswerk an die Landes-Elektrizitätsversorgung Oldenburg anzuschließen.
Während des Krieges wurden die Betriebsanlagen und das Leitungsnetz der Stadtwerke stark beschädigt oder zerstört, und die Kohleversorgung zur Herstellung von Gas und Elektrizität verschlechterte sich zunehmend. Die Folge waren häufige Unterbrechungen in der Energieversorgung, die am Ende des Krieges ganz zusammenbrach. Die Trinkwasserversorgung konnte teilweise nur durch Handpumpen auf den Straßen aufrechterhalten werden. Bis zur Instandsetzung der Anlagen und ausreichender Belieferung mit Kohle wurde der Verbrauch durch zeitweise Abschaltung rationiert.
Die Firmenkonstruktion der Stadtwerke AG blieb auch nach dem Krieg erhalten, wobei allerdings die einzelnen Abteilungen eine begrenzte Eigenständigkeit erhielten. Das Verwaltungsgebäude an der Schlachthofstraße (heutige Theodor-Heuss-Allee) wurde 1952/53 nach Entwürfen der Architekten Th. Siegfried A. Morschel und G.A. Henke erheblich erweitert. 1954 entstand dort ein neues Lager- und Werkstattgebäude.

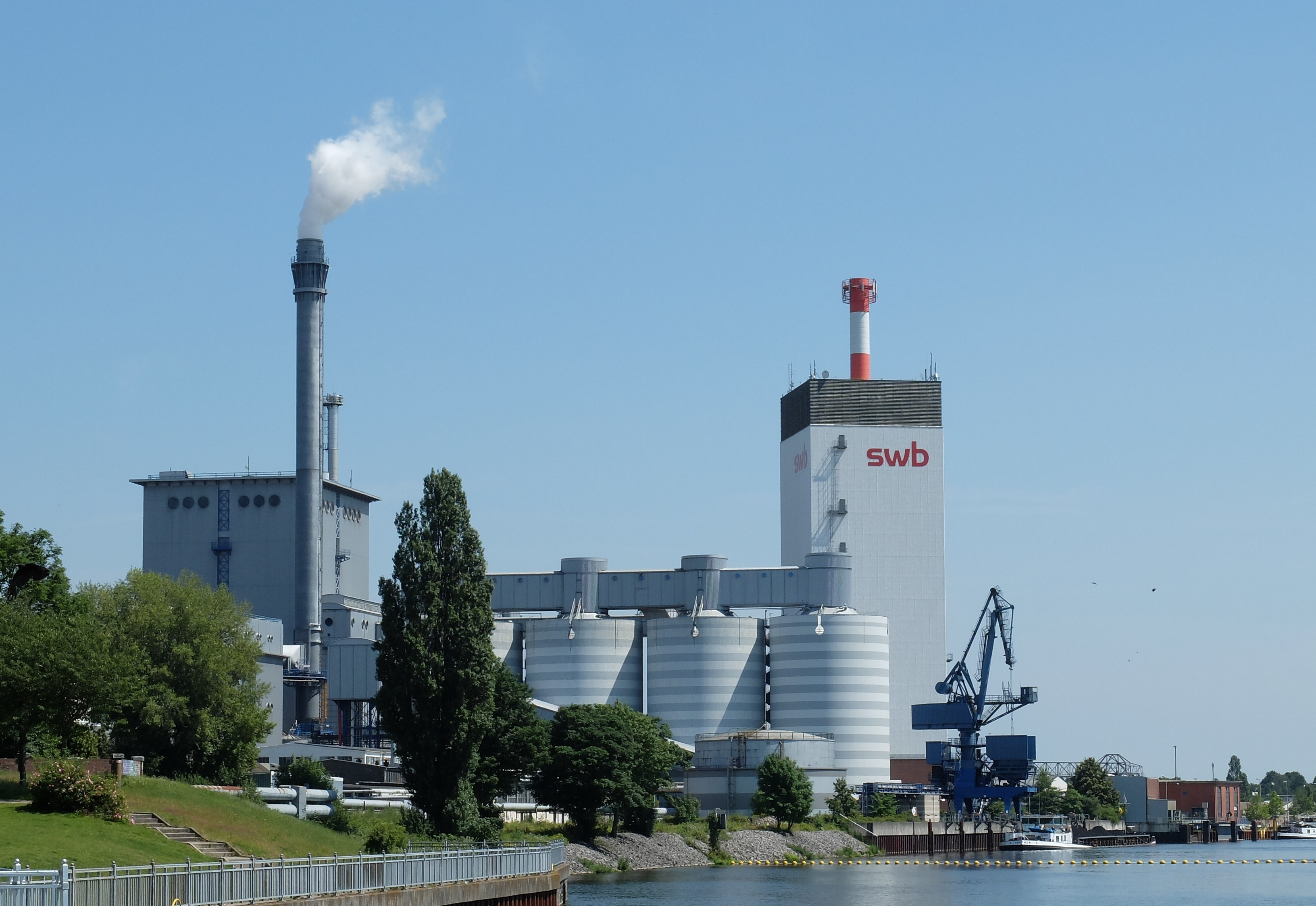
Kraftwerk Bremen-Hastedt

Für den Bau der Wohnsiedlung Neue Vahr für 30.000 bis 40.000 Menschen durch die Neue Heimat entwickelten die Stadtwerke ein modernes Energieversorgungskonzept. 1959 errichteten sie ein Gasturbinen-Heizkraftwerk, das den gesamten Stadtteil mit Strom und Fernwärme versorgte. Als weitere Kraftwerksneubauten sind das Bahnstromkraftwerk Mittelsbüren (1964/1974), das ein Zehntel des in Deutschland verbrauchten Bahnstroms erzeugt, und das Kohle- und Gaskraftwerk Hastedt (1905/1989), das für ein Viertel des Bremer Strombedarfs verantwortlich zeichnet, zu nennen.
Bis 1983 waren die Stadtwerke mit 5 Prozent am Kernkraftwerk THTR-300 beteiligt.
1998 wurde die bis dahin eigenständige Stadtwerke Bremerhaven AG zu 100 Prozent übernommen. Diese trat ab 1999 unter dem Namen swb Bremerhaven nach außen auf.

### swb AG
Die Stadtwerke Bremen AG wurde 1999 in swb AG umbenannt und privatisiert. Vor dem Hintergrund der Öffnung der Energiemärkte wurden die Bereiche Erzeugung, Netze und Vertrieb in eigenständige Tochtergesellschaften ausgegliedert. Im Jahr 2000 veräußerte die Freie Hansestadt Bremen ein Aktienpaket von 51 Prozent an das niederländische Energieversorgungsunternehmen Essent. Die restlichen 49 Prozent gingen 2003 an die EWE AG in Oldenburg. Die öffentliche Hand war nun nur noch mit einer Aktie über die Bremer Versorgungs- und Verkehrsgesellschaft am Unternehmen beteiligt.
2005 wurden Planungsmittel für den Bau eines neuen Steinkohle-Kraftwerksblocks am Kraftwerk Bremen-Hafen freigegeben, die Planungen wurden jedoch im Jahr 2007 eingestellt. 2006 begann der Bau des Mittelkalorik-Kraftwerks Bremen, das Anfang 2009 den Probebetrieb aufnahm.
Zum 1. August 2008 wurde die bisherige Abfallbehandlung Nord GmbH (ANO), die das Müllheizkraftwerk Bremen betreibt, zu 100 Prozent in den swb-Konzern integriert. Im weiteren Verlauf wurde die Abfallbehandlung Nord GmbH in swb Entsorgung GmbH umbenannt.
Im Oktober 2009 übernahm die EWE AG Oldenburg den Anteil von Essent und hält seitdem 100 Prozent minus eine Aktie.
Im November 2011 wurde zunächst am Kraftwerk Mittelsbüren der Grundstein für das Gemeinschaftskraftwerk Bremen gelegt, im gleichen Monat folgte die Einweihung des Weserkraftwerks Bremen.
Die swb-Netzgesellschaften wurden am 1. März 2014 in „Wesernetz Bremen GmbH“ bzw. „Wesernetz Bremerhaven GmbH“ umbenannt. Auslöser für den neuen Außenauftritt der Netzgesellschaften ist eine Änderung im Energiewirtschaftsgesetz zum Thema Entflechtung von Netzgesellschaft und Vertrieb.
Die Umsatzbedeutung der verschiedenen Geschäfts-Segmente stellte sich 2014 wie folgt dar: 66,8 Prozent entfielen auf Strom; 16,9 Prozent auf Erdgas; 5,3 Prozent auf Wasser; 4,8 Prozent auf Wärme; 3,9 Prozent auf Abfall und 2,3 Prozent auf Sonstige.
Im April 2024 endet mit der Stilllegung des Kraftwerks Bremen-Hastedt die Kohleverstromung im Land Bremen.

## Telekommunikation
Swb bietet in Kooperation mit EWE Tel seit 2011 eigene Telekommunikationsprodukte in Bremen und Bremerhaven an, die vorher unter der Marke NordCom angeboten wurden.

## Konzernstruktur
Die SWB AG ist Muttergesellschaft zahlreicher Konzern- und Beteiligungsunternehmen.

### Wichtige Konzernunternehmen
- swb Beleuchtung GmbH
- swb Entsorgung GmbH & Co. KG
- swb Erzeugung GmbH
- Wesernetz Bremen GmbH
- Wesernetz Bremerhaven GmbH
- swb Services GmbH
- swb Vertrieb Bremen GmbH
- swb Vertrieb Bremerhaven GmbH & Co. KG
- swb Gasumstellung GmbH

### Wichtige Beteiligungen
- Gemeinschaftskraftwerk Bremen GmbH & Co. KG
- Hansewasser Bremen GmbH
- Osterholzer Stadtwerke GmbH & Co. KG
- Stromversorgung Greifswald GmbH
- Weserkraftwerk Bremen GmbH & Co. KG
- EWE Erneuerbare Energien GmbH